# Пёюрю, Олли
Олли Йоханнес Пёюрю (фин. Olli Johannes Pöyry, 30 июля 1912, Улеаборг, Великое княжество Финляндское — 11 января 1973, Оулу, Финляндия) — финский архитектор-функционалист.
Работал в Хельсинкском политехническом институте (сегодня часть Университета Аалто) в должности лектора (1942—1959) и в должности профессора в Университете Оулу (с 1960-го).

## Работы
- Здание страховой компании «Карьяла», Выборг (1943)
- Центральная больница Северной Карелии (совместно с Юсси Паатела), Йоэнсуу (1953)